# Arbeitskoeffizient
Der Arbeitskoeffizient gibt an, wie viel Einsatzmenge (Input) an Arbeitsleistung benötigt wird, um eine Gütereinheit herzustellen. Dieser Arbeitskoeffizient spielt unter anderem eine bedeutende Rolle bei der Grundidee des komparativen Vorteils, die David Ricardo (Ricardo-Modell) im Jahre 1817 in seinem Werk „The Principles of Political Economy and Taxation“ begründet hat.

## Bedeutung des Arbeitskoeffizienten
Der Arbeitskoeffizient dient demnach im weitesten Sinne dazu, diejenigen Güter für eine Volkswirtschaft herauszufinden, bei denen diese einen komparativen Vorteil gegenüber anderen Volkswirtschaften hat. Komparative Vorteile (vergleichsweise Vorteile) geben Antwort darauf, welche Volkswirtschaft sich auf welche Güterproduktion spezialisieren sollte und entstehen also, ganz einfach betrachtet, durch einen geringen Einsatz des Produktionsfaktors Arbeit in der Güterproduktion.
Grundlage für diese Entscheidung sind die sogenannten Opportunitätskosten, welche den Verzicht beziehungsweise den entgangene Ertrag darstellen, der sich bei besserer Verwendung der Ressourcen ergäben hätte. Die Opportunitäts- oder Alternativkosten ergeben sich aus dem Verhältnis (Quotienten) der Arbeitskoeffizienten verschiedener Güter einer Volkswirtschaft. Das Land mit den geringsten Opportunitätskosten verfügt über den komparativen Vorteil hinsichtlich dieses einen Gutes und sollte sich auf dessen Produktion spezialisieren.
Es stellt sich die Frage, warum Ricardo gerade den Produktionsfaktor Arbeit (nicht Boden oder Kapital) als Schlüsselproduktionsfaktor gewählt hat, um durch einen geeigneten Koeffizienten sein einfaches Erklärungsmodell zu beschreiben. Eine Antwort darauf könnte sich aus einem Zitat seines Buches „The Principles of Political Economy and Taxation“ erklären lassen, bei dem die Bedeutung des Faktors Arbeit dargestellt wird. Dieses Zitat: „Labour, it must be remembered, is the ultimate price which is paid for everything; (…).“ lässt darauf schließen, dass Ricardo die Arbeit letztlich als den Preis ansieht, mit dem alles bezahlt wird.
Der Arbeitskoeffizient (Input zu Output) ist der Kehrwert (das Reziproke) der Arbeitsproduktivität (Output zu Input) und gibt somit im allgemeinen Sinne den technologischen Stand einer Volkswirtschaft wieder. Je niedriger also der Arbeitskoeffizient, desto höher die Arbeitsproduktivität, die auf eine effiziente Produktion schließen lässt.
Zusammenfassend lässt sich sagen, dass der Arbeitskoeffizient die Arbeitsstunden anzeigt, die man für die Produktion eines Gutes benötigt. Dies ermöglicht es verschiedene Güter und verschiedene Volkswirtschaften hinsichtlich ihrer effizienten Produktion zu vergleichen.
Jedoch darf bei der vorhergehenden Betrachtung nicht vergessen werden, dass die alleinige Einbeziehung des Produktionsfaktors Arbeit in der Realität nicht ausreicht, um den komparativen Vorteil einer Volkswirtschaft zu bestimmen. Somit ist der Arbeitskoeffizient nur ein recht kleines Werkzeug zur Bestimmung der vorteilhaftesten Produktion, die letztendlich zu erfolgreichen Außenhandel und damit verbundenen Wohlfahrtsgewinnen führt.

## Beispiele
Im Folgenden soll der Begriff des Arbeitskoeffizienten an zwei bedeutenden Beispielen eingeordnet werden.

### Beispiel 1
Zuerst werden zwei Arbeitskoeffizienten (a) hergeleitet, die später helfen sollen die Sachverhalten zu verstehen.
a) für eine Einheit (z. B. 1 Liter) Milch werden im Inland 2 Arbeitsstunden benötigt:
{\displaystyle a_{m}={\frac {2h/Einheit}{1Einheit}}=2h}  (Der Arbeitskoeffizient für Milch im Inland ist 2)
b) für eine Einheit Stahl wird im Inland eine Arbeitsstunde benötigt:
{\displaystyle a_{s}={\frac {1h/Einheit}{1Einheit}}=1h}  (Der Arbeitskoeffizient für Stahl im Inland ist 1)
Nun können mit Hilfe dieser Arbeitskoeffizienten die Opportunitätskosten (O) bestimmt werden.
Die Opportunitätskosten der Milchproduktion ergeben sich folgendermaßen:
{\displaystyle O_{m}={\frac {a_{m}}{a_{s}}}={\frac {2}{1}}=2}
Diese Opportunitätskosten lassen sich wie folgt deuten, dass auf 2 Einheiten Stahl verzichtet werden muss, um eine Einheit Milch mehr herzustellen.
Oder anders ausgedrückt bedeutet dies, das eine Einheit Milch 2 Einheiten Stahl kostet.

### Beispiel 2
Dieses Beispiel zeigt, wie man sich mit Hilfe der Arbeitskoeffizienten in einfacher Weise mit dem Ausland hinsichtlich der Produktion eines Gutes vergleichen kann.
Gegeben seien die Arbeitskoeffizienten des Gutes Milch für:
Inland:  am = 6
Ausland:  am* = 12
Zu deuten sind diese Werte so, dass das Inland einen Produktionsvorsprung von {\displaystyle {\frac {12}{6}}} verglichen mit dem Ausland hat. In anderen Worten ist das Inland doppelt so produktiv ({\displaystyle {\frac {12}{6}}} = 2) in der Produktion von Milch und hat somit einen relativen Produktivitätsvorteil von 2.
Jedoch lässt sich nicht ohne weiteres sagen, dass das Inland sich auf die Produktion von Milch spezialisieren sollte, da man hier bei diesem Beispiel  keine Angaben zu den Opportunitätskosten hat.